# 平安堂
株式会社平安堂（へいあんどう、英称:HEIANDO Co.,Ltd.）は、長野県を拠点とする書店チェーン。かつては長野県内をはじめ全国で65店舗を展開していたが、経営悪化に伴う事業再編で現在の運営店舗は長野県内のみとなっている。

## 概要

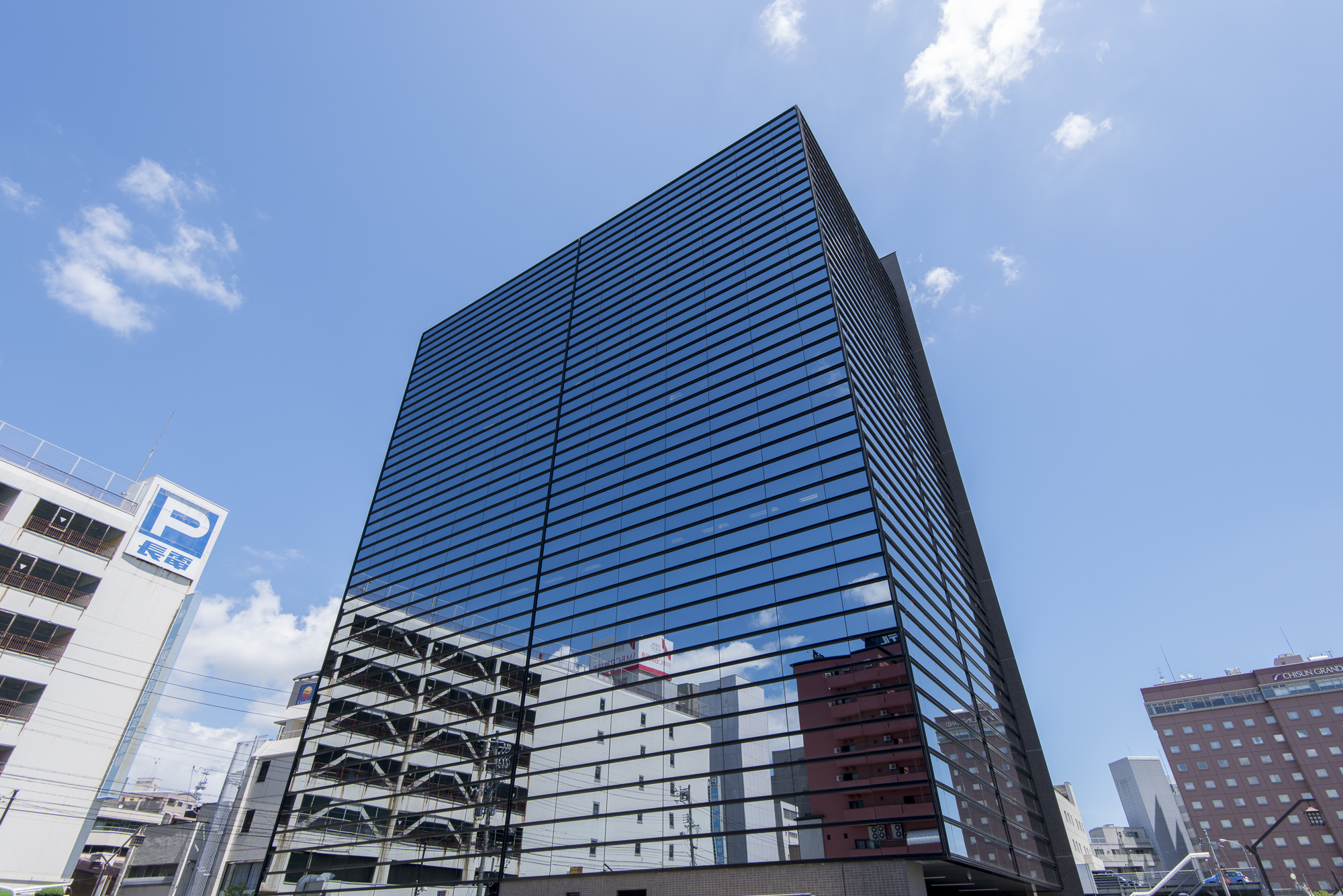
平安堂本社が入居する高沢産業本社ビル

岐阜県恵那郡中津町（現・中津川市）出身の平野正祐が、長野県下伊那郡飯田町（現・飯田市）で創業。地元である長野県においては地域貢献の意識が強く、長野市では「地域の文化拠点」となるべく大型店を設けている。また郊外部では自動車での来店を意識したロードサイド店舗を早くから展開した。
起業の地である長野県飯田下伊那地域では、都市の規模に比して大きな複合店舗であり、開店当時長野県下最大の規模であった「新飯田店」を開業。周辺では競合する大手書店が書籍販売から撤退したのち、単体で存在するほぼすべての書店が平安堂グループであるという状態になっている。さらに同地域では専門子会社による教科書販売も手がける。
ブランドとしてのロゴマークは開かれた赤い背表紙の本とそれに添えられている両手（読書をしている様子）で、1976年に長野市への出店に際して原田泰治がデザインし、現在まで変わらず用いられている。ロゴの隣に漢字で「平安堂」と入るほか、ロゴの下にローマ字で「HEIANDO」と入るときもある。この場合、「A」の「-」の部分が下向きの赤い三角形になる。季節により色が変えられるブックカバーではロゴの下のローマ字が「HEIANDO GROUP」となっている。
近年はオンライン書店の躍進などにより、業績が低迷して資金繰りが悪化し、2012年5月に鉄鋼原料商社高沢産業により買収、子会社化された。事業再編により近年ではアルゴが運営する「ビデオ1」やゲオが運営する「GEO（ゲオ）」（プラスゲオ方式）のフランチャイジーとして、それまで自社直営だったビデオ（DVD）販売部門やレンタル部門を切り替え業績回復を図っている。
2013年には高沢産業主導による事業再編で業績が回復の兆しを見せ、13年ぶりとなる新規店舗を伊那市福島地区にオープンさせた。「信州で一番美しい店舗を目指す」としている。
また、2014年にはトーハンが運営する全国書店ネットワーク「e-hon」に加盟し、e-hon取扱い書籍の店頭受け渡し業務を開始。e-hon事業とタイアップしたブルーカードポイント7倍キャンペーンを毎年1〜2回開催して集客の回復を図っているほか、夏季やクリスマスや年末年始に全店共通の大掛かりな抽選会を各運営店舗で開催したり、アーティストや作家などを店舗に招いてミニライブや握手会、トークショーやサイン会等を実施したり、子供向けのキャラクターイベントや読み聞かせ会等を実施するなど、同業他社と差別化を図っている。

## 沿革
- 1927年（昭和2年）- 創業。
- 1968年（昭和43年）- 株式会社化。
- 1976年（昭和51年）- 長野市への出店に際し、原田泰治によるロゴマークを制定。
- 1984年（昭和59年）- 書店業界で初めてPOSシステムを導入。
- 1985年（昭和60年）- 関連会社として株式会社ジャパンブックボックス設立。フランチャイズ事業を本格化。
- 1989年（平成元年）‐ 関連会社として株式会社沖縄ブックボックス設立。
- 1992年（平成4年）- ジャパンブックボックスと合併。
- 1994年（平成6年）- 登記上の本店を長野市に変更。
- 1995年（平成7年）- 個人提携店舗「松川店」がグループを離脱し独立[8]。

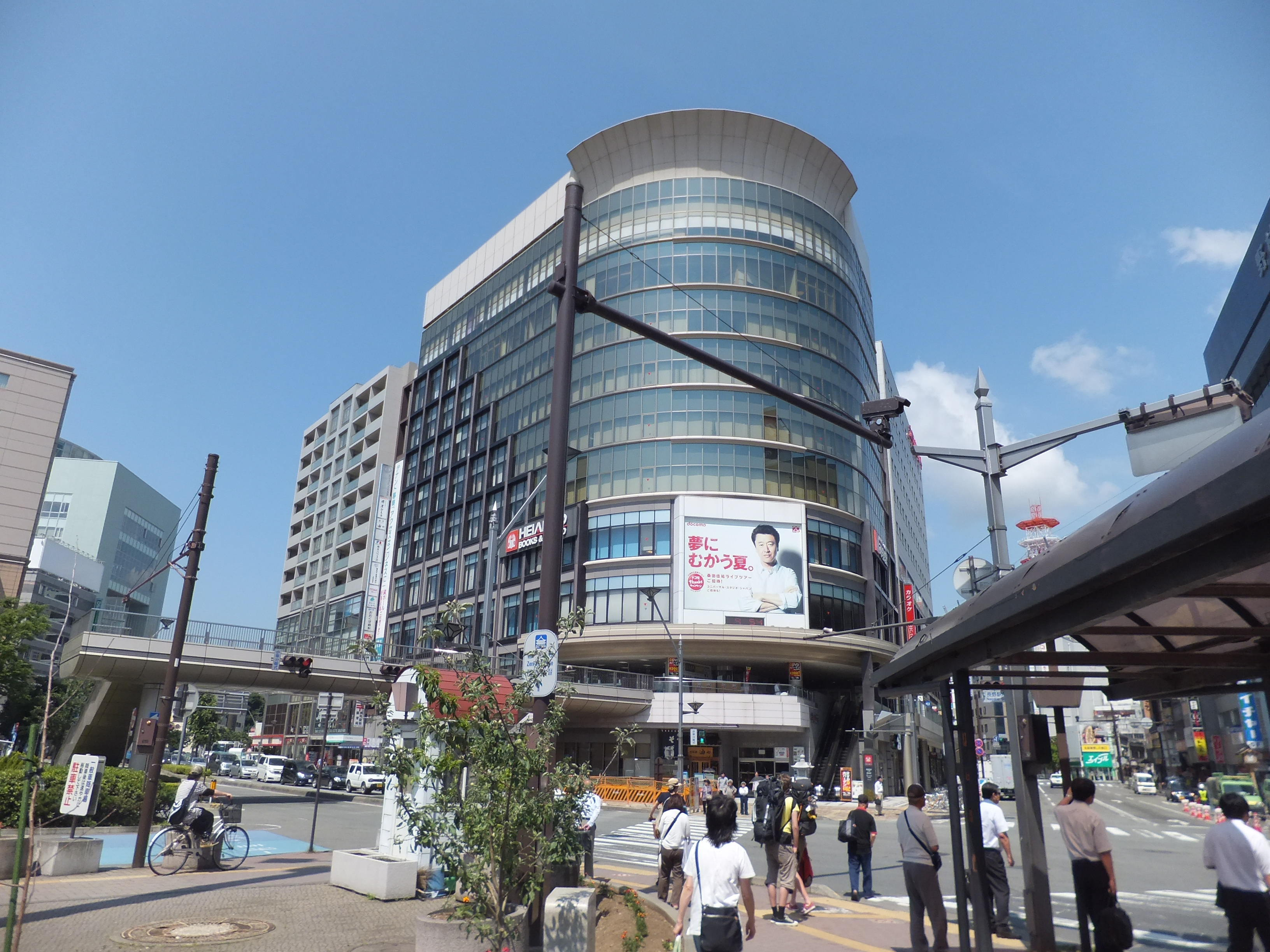
ウェストプラザ長野

- 1997年（平成9年）- JR長野駅前都市開発事業に伴い、長野店を「新長野店」として「ウエストプラザ長野」ビル内に移転。
- 1998年（平成10年）- 関連会社として株式会社オーフィールド設立。
- 1999年（平成11年）- 関連会社として株式会社平安堂ホールセール設立。
- 2000年（平成12年）- 移転拡充のため「ブックボックス かなえ上山店」（併設の「鼎平安堂ナイスデイ」を含む）を閉店し、当時県下最大規模となる「新飯田店」（のち「飯田店」へ改称）をオープン。
- 2003年（平成15年）- 「伊那店」を閉店。
- 2006年（平成18年）- 古書事業に進出、「諏訪店」で古書併売を初開始。翌月、「長野店」に古書センター開設。
- 2007年（平成19年）- 「飯田駅前店」を閉店。「飯田店」に古書センター開設。
- 2008年（平成20年）- 「駒ヶ根店」が火災の延焼により閉店。
- 2011年（平成23年）- 県外店舗「寒河江店」を閉店。
- 2012年（平成24年）- 高沢産業に買収される。フランチャイズ提携企業倒産により「あづみ野雑貨館」・「あづみ野文具館」を閉店。
- 2013年（平成25年）- 県下最大規模の売り場面積を持つ「伊那店」をオープン（伊那市への再進出で、13年ぶり新規出店）。
- 2014年（平成26年）- 最後の県外店舗「MUSIC下町店」の直営から撤退し、店舗情報をホームページより削除。店舗は保有したままフランチャイズチェーン「ビデオ1」として運営化。
- 2014年（平成26年）- 全国書店ネットワーク「e-hon」に加盟。e-hon購入書籍の店頭受け渡し業務を開始。
- 2015年（平成27年）- 売上低迷により「軽井沢店」を閉店。同11月、売上低迷により「茅野店」閉店。
- 2016年（平成28年）11月17日 - 長野店を「ウエストプラザ長野」ビル内から東急シェルシェ2・3Fに移転[9]。

## 運営店舗
| 北信エリア - 長野店（長野市） - 若槻店（長野市）※古書取扱店 - 川中島店（長野市） - 東和田店（長野市） - 更埴店（千曲市） - 須坂店（須坂市） 東信エリア - 上田しおだ野店（上田市） - 上田店（上田市） フランチャイズ店 - 佐久インターウェーブ店（佐久市） | 中信エリア - あづみ野店（安曇野市）※開業時名「新あずみ野店」 - ゲオあづみ野店（安曇野市） フランチャイズ店 - 塩尻店（塩尻市） 南信エリア - 伊那店（伊那市）※撤退後再出店 - 飯田店（飯田市）※開業時名「新飯田店」 - ゲオ飯田店（飯田市） フランチャイズ店 - 座光寺店（飯田市） - 諏訪店（諏訪市） |

### 過去の店舗
| 長野県 - 長野店（長野市）(アイビースクエア内) ※ウエストプラザ長野へ「新長野店」として移転 - 長野店（長野市）(ウエストプラザ長野内) ※ながの東急百貨店シェルシェへ移転 - 長野店古書センター（長野市）※平安堂長野店移転に伴い閉店 - 長野大橋店(長野市） - 飯山店（飯山市） - 南佐久店（佐久穂町） - 大阪屋あさま店（佐久市） - 軽井沢店（軽井沢町） - 南松本店（松本市） - 石芝店（松本市） - おかや東急店（岡谷市） - あずみ野店（旧・南安曇郡豊科町）※「新あずみ野店」として移転 - あづみ野文具館（安曇野市）※フランチャイズ提携企業倒産後「あずみ野文具館」として独立 - あづみ野雑貨館（安曇野市） - 塩尻広丘店（塩尻市） - 下諏訪店（諏訪郡下諏訪町） - 茅野店（茅野市） - 伊那店（伊那市） - 駒ケ根店（駒ヶ根市） - 飯島店（上伊那郡飯島町）(コスモ・21ショッピングセンター内) - 松川店（下伊那郡松川町）※個人経営「ちひろ書店」して提携解消 - 飯田駅前店（飯田市）※「飯田店」から改称 - アピタ飯田店（飯田市）(アピタ飯田店内) - ユニー店（飯田市）(旧・ユニー飯田駅前店(現・ピアゴ飯田駅前店)内) - 飯田女子短期大学 平安堂売店（飯田市） - 銀座店（飯田市） - 並木店（飯田市） - かなえ上山店（飯田市）※「セルCD・DVD」とレンタル「ナイスディ」のAV館 | 青森県 - 苫生店（むつ市）※「新むつ店」に移転 - むつ店（むつ市）(苫生モール内) ※開業時名「新むつ店」 - むつ中央店（むつ市）※「波岡書店」としてフランチャイズ提携解消 秋田県 - 秋田店（秋田市） 山形県 - 寒河江店（寒河江市） 東京都 - 雑色店（大田区） 新潟県 - 糸魚川店（糸魚川市） - 上越店（上越市） 愛知県 - MUSIC下町店（西尾市）※ 店舗はそのまま「ビデオ1 下町店」のフランチャイズ運営に移行 - 米津店（西尾市） - 一色店（旧・幡豆郡一色町） |

## 関連会社
親会社
- 高沢産業

子会社
- 飯田教科書販売株式会社